# 디지털글로브

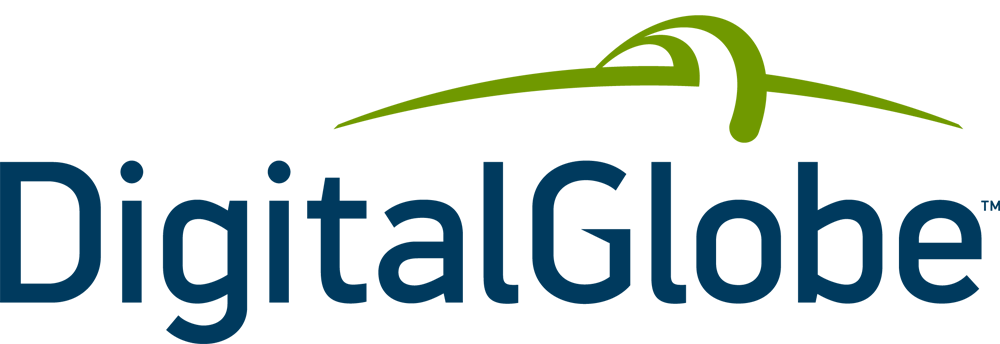

디지털글로브사는 미국 콜로라도 주에 위치한 관측위성 영상사진을 제공하는 회사이다. 1992년 1월에 설립되었으며, 2009년 뉴욕거래소에 상장되었다.

## 관측위성
1997년 얼리버드 1호(해상도 3 m), 2001년 퀵버드(60 cm), 2007년 월드뷰 1호(50cm), 2009년 월드뷰 2호(46cm) 상업용 관측위성을 발사했다.

### 얼리버드 1호
얼리버드 1호(EarlyBird-1)는 1997년 12월 24일 어스 워치 사가 러시아 스보보드니 우주기지에서 Start-1 로켓으로 발사했다. 흑백 팬크로매틱 카메라의 해상도는 3 m (9.8 ft)이다. 칼라 다중분광 카메라 해상도는 15 m (49 ft)이다. 얼리버드 1호는 스보보드니 우주기지에서 발사된 최초의 상업용 인공위성이다.

### 이코노스
이코노스(IKONOS)는 1999년 9월 24일에 발사되었다. 흑백 0.8 m, 칼라 3.2 m 해상도로서, 세계 최초의 고해상도 상업용 관측위성이다. 2015년 3월 31일, 예상수명 보다 2배를 넘기고 임무가 종료되었다. 5,680일간 궤도 비행했고, 지구를 83,131 번 돌았다.

### 퀵버드
퀵버드(QuickBird)는 2001년 10월 18일 발사되었다. 2015년 초반까지 디지털글로브의 주된 인공위성이었다. 볼 에어로스페이스(Ball Aerospace)에서 제작했으며, 보잉 델타 2호로 발사되었다. 흑백 60 cm, 칼라 2.4 m 해상도. 2015년 1월 27일 퀵버드가 궤도를 이탈했다. 예상수명보다 3배 오래 사용했다.

## 고객
도시계획 전문가부터 미국 연방 정부까지 다양한 고객이 있다. NASA, 미국 국방부, 구글어스, 구글맵스, TerraServer, 지오아이, 스팟이미지도 고객이다.

## 같이 보기
- 사진측량
- 원격탐사